# توماس بال (مغني)
توماس بال (بالإنجليزية: Thomas Ball)‏ هو نحات ومغني ورسام أمريكي، ولد في 3 يونيو 1819 في بوسطن في الولايات المتحدة، وتوفي في 11 ديسمبر 1911 في مونتكلير ‏ في الولايات المتحدة.

## معرض صور

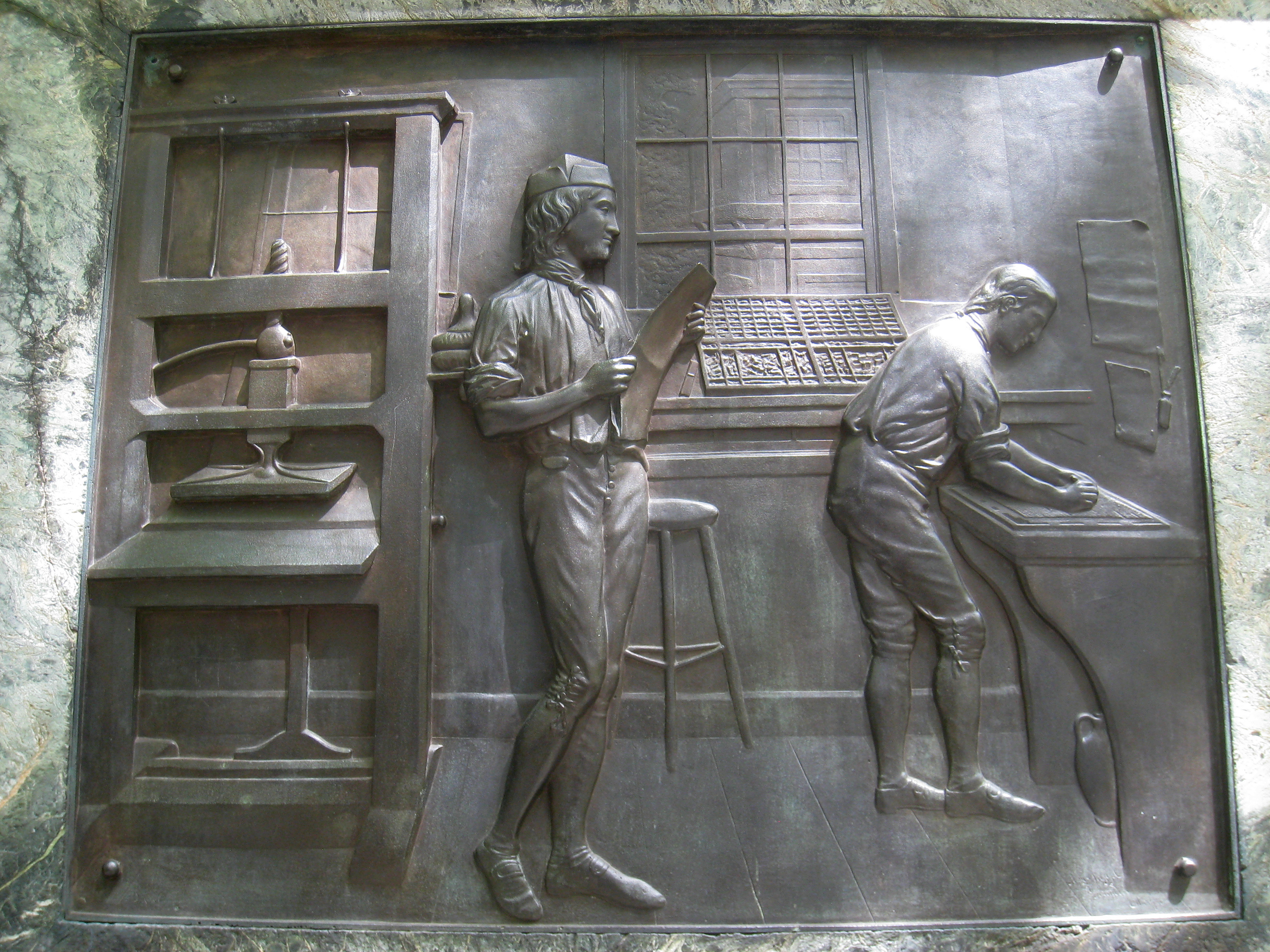
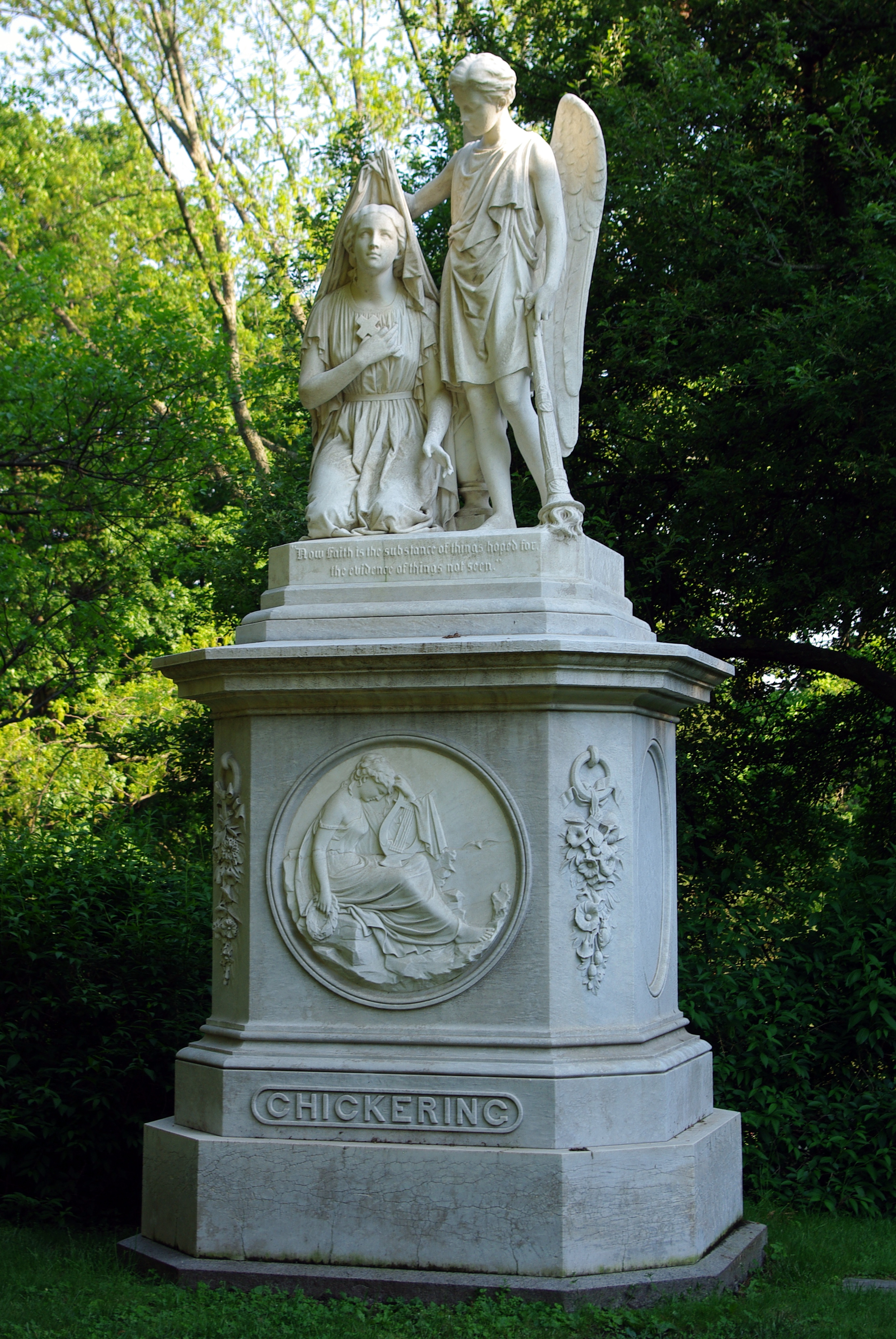
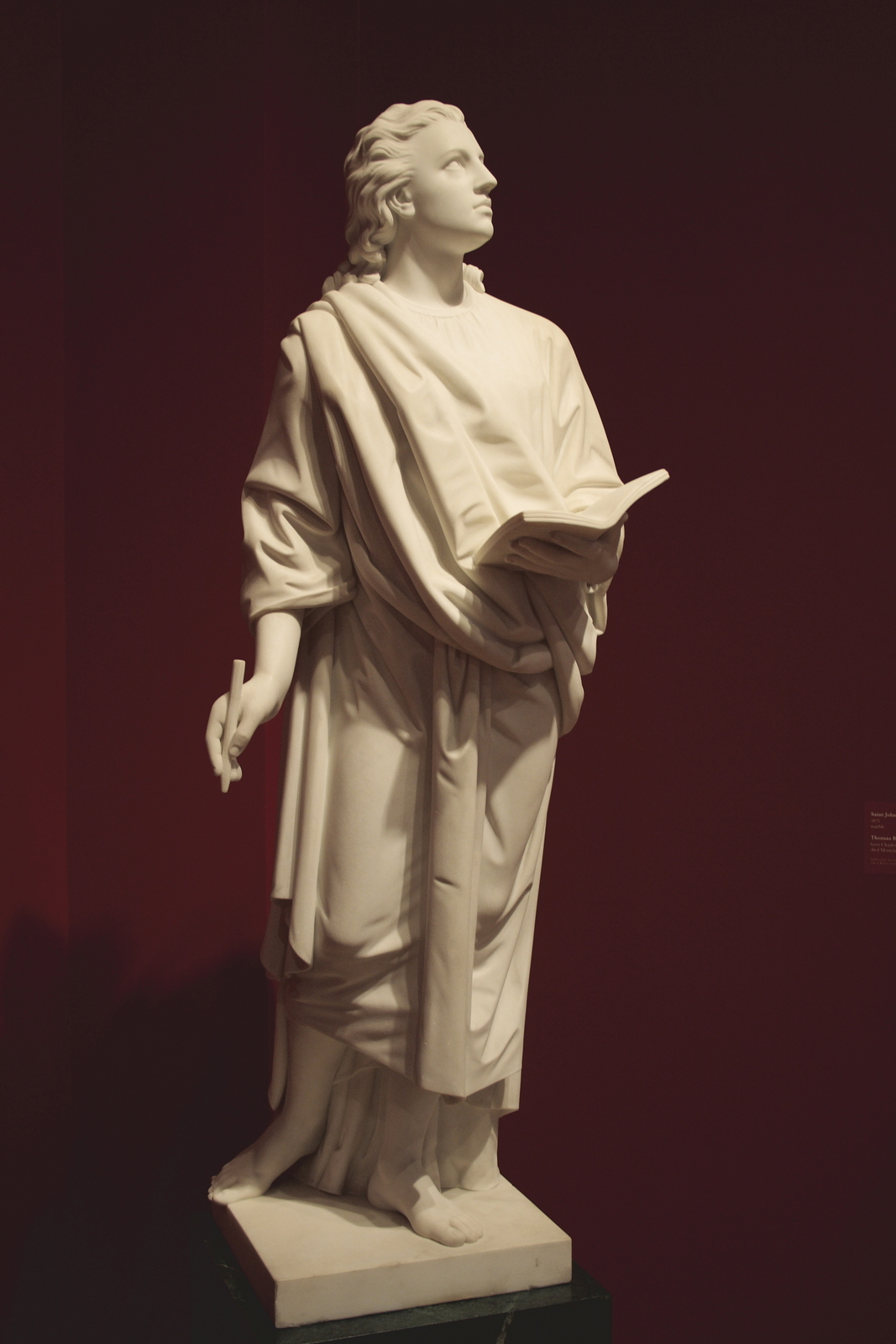
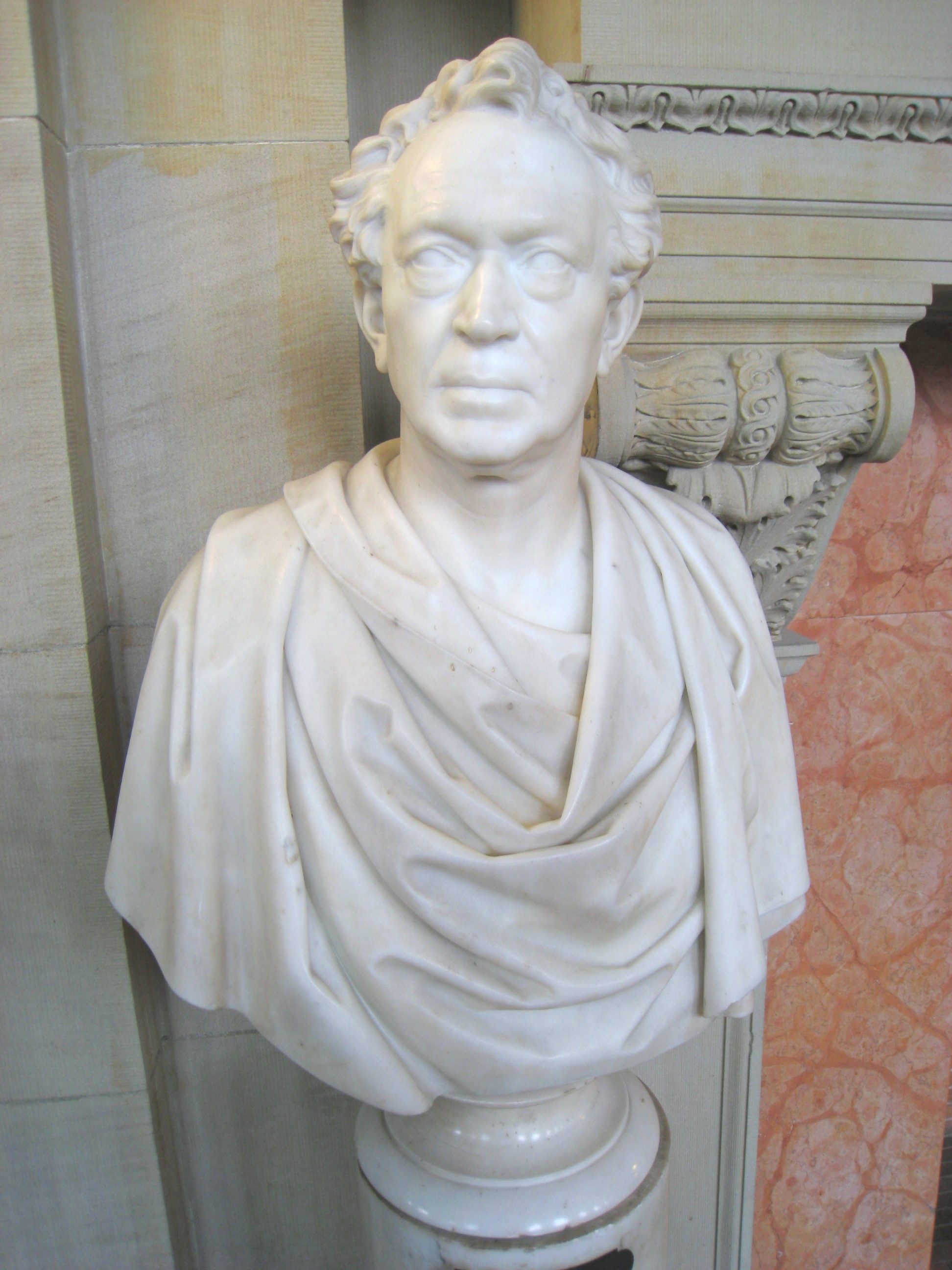
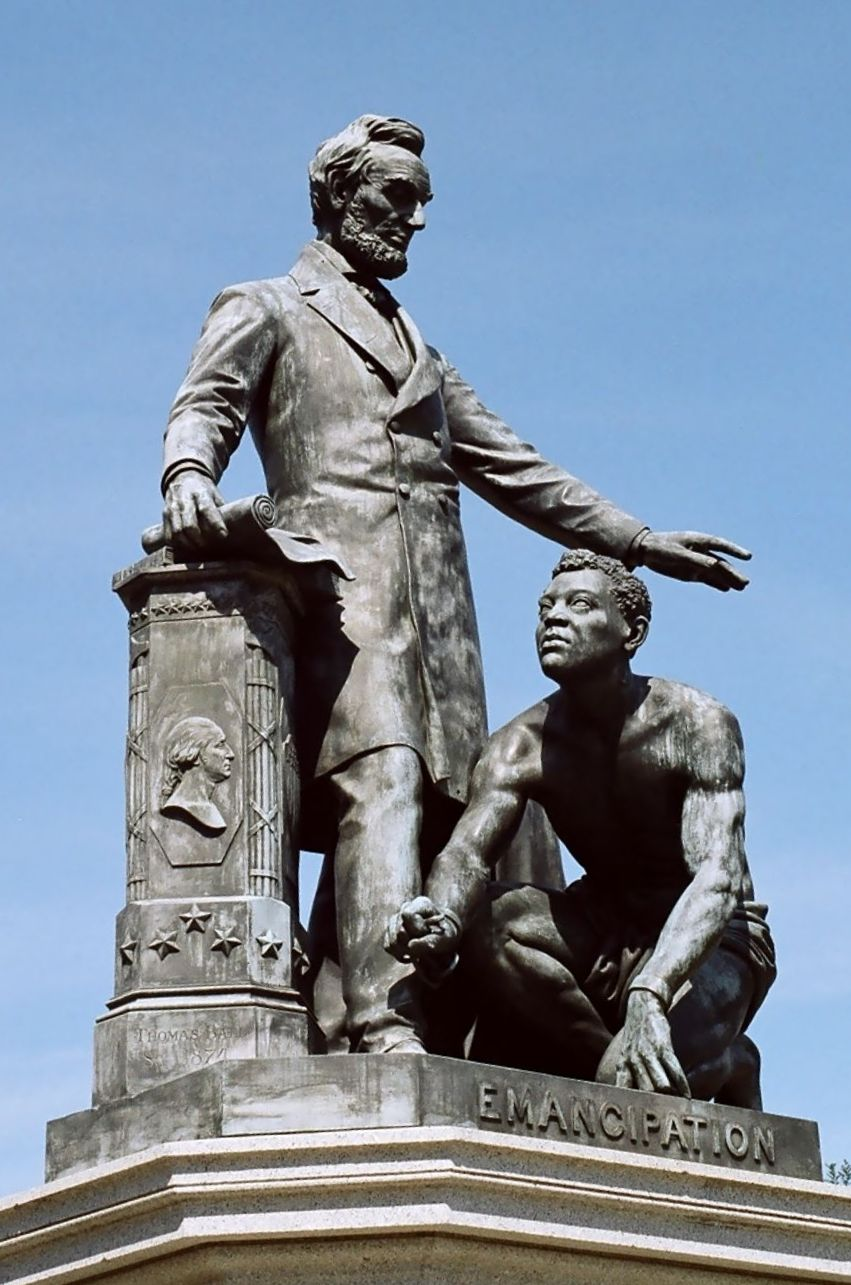
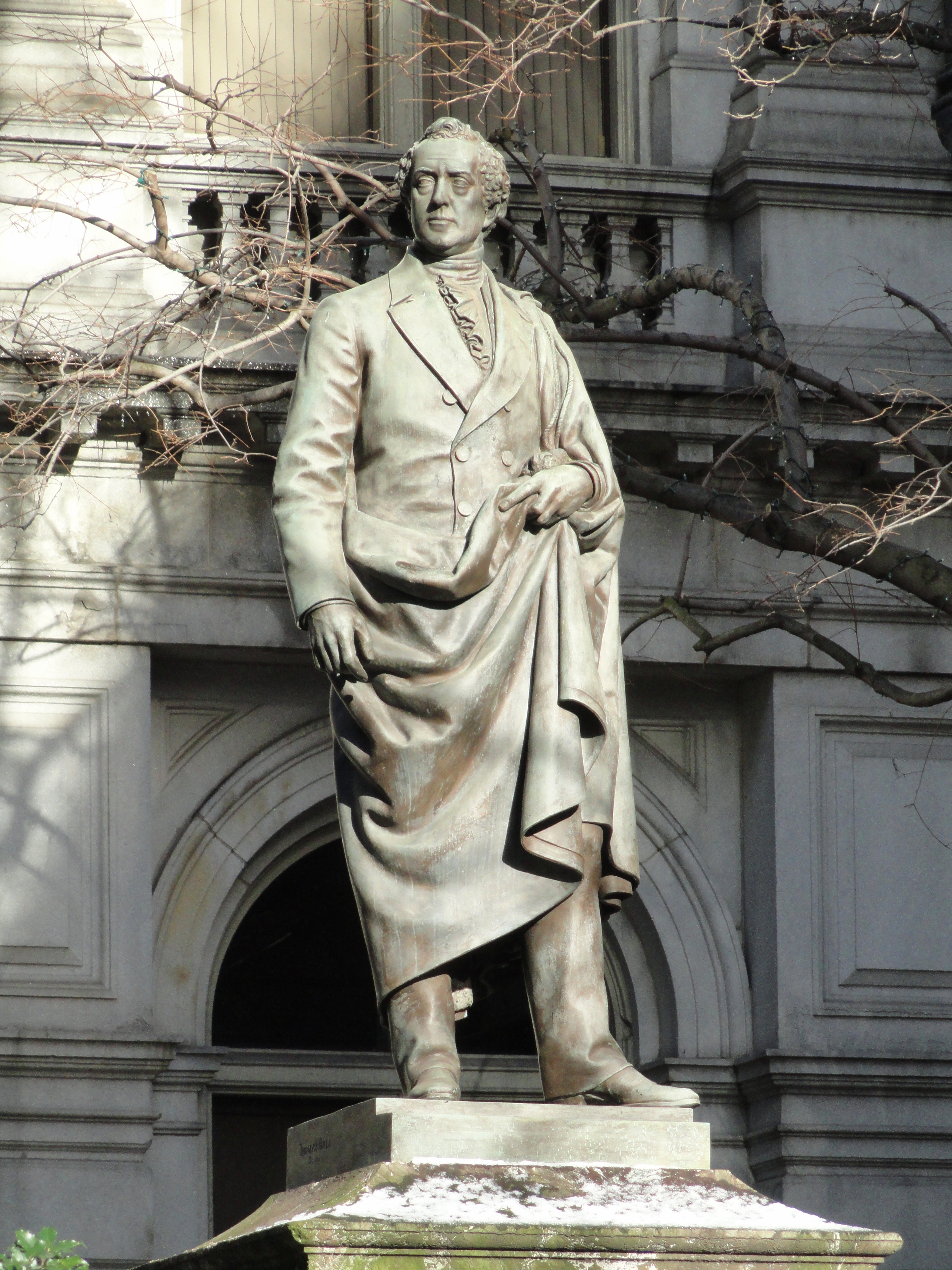

## وصلات خارجية
- توماس بول على موقع الموسوعة البريطانية (الإنجليزية)